# كي تيانيو
كي تيانيو هو لاعب وسط كرة قدم صيني، ولد في 22 يناير 1993.

## روابط خارجية
- كي تيانيو على موقع قاعدة بيانات كرة القدم.إي يو (الإنجليزية)
- كي تيانيو على موقع Soccerway.com (الإنجليزية)
- كي تيانيو على موقع اللجنة الأولمبية الصينية (الإنجليزية)